# Nahid Toubia
Nahid Farid Toubia (Jartum, 1951) es una médica cirujana sudanesa y activista en derechos sobre la salud de las mujeres, especializándose en investigación sobre mutilación genital femenina y la primera mujer cirujana en Sudán. Es cofundadora y directora de RAINBO, (Research, Action and Information Network for Bodily Integrity of Women) Red de Acción e Información sobre Investigación para la Integridad Corporal de la Mujer.

## Educación
Toubia nació en Jartum en 1951 en un territorio situado en aquel momento bajo protectorado anglo-egipcio (1899-1955) y se formó en medicina en Egipto. En 1981 completó su formación como cirujana en el Reino Unido, doctorándose en Salud Pública y Política en la Escuela de Londres de Higiene y Medicina Tropical. Se convirtió en miembro de la Universidad Real de Cirujanos en 1981, y en la primera cirujana mujer cirujana en Sudán.

## Carrera e investigación
En 1985 regresó a Sudán, donde fue jefa de cirugía pediátrica en el Khartoum Teaching Hospital y creó su propia clínica de emergencia. A causa de la inestabilidad del país regresó al Reino Unido y empezó a investigar sobre mutilación genital femenina (FGM). En 1990 trabajó durante cuatro años en el Consejo de Población de la ciudad de Nueva York.
Profesora asociada de la Universidad de Columbia sobre Salud Pública. Forma parte de comités científicos y asesores de la Organización Mundial de la Salud, UNICEF y UNDP. Es también vicepresidenta del comité asesor del Proyecto de Derechos de las Mujeres de Human Rights Watch.
En 1994 fundó RAINBO Red de Acción e Información sobre Investigación para la Integridad Corporal de la Mujer, una organización internacional que trabaja para la eliminación de la mutilación genital femenina a través del empoderamiento de las mujeres y el cambio social que preside. La organización tiene oficinas en Nueva York y Londres, y trabaja en Uganda, Sudáfrica, Gambia, y Nigeria. RAINBO jugó un papel clave en la identificación de la MGF como una cuestión de derechos humanos y no sólo como un problema médico.
También fue creadora de AMANITARE, la primera red africana sobre derechos sexuales y reproductivos y derechos de las mujeres y las niñas con miembros de 18 países africanos.
En 2002 Toubia explicó a la BBC que la campaña contra MGF se basaba fundamentalmente en la necesidad de un cambio de conciencia de las mujeres y empoderarlas para el cambio social. Denunció que mientras que la mayoría de gobiernos africanos, profesionales de la salud y ONGs tienen el tema en su agenda el verdadero cambio estaba en los grupos comunitarios. 
Centrada en salud reproductiva y desigualdad de género en África y Oriente Medio, Toubia es autora o coautora de varios libros entre los que destacan Women of the Arab World: The Coming Challenge (1988), Female Genital Mutilation: A Call for Global Action (1995), y Female Genital Mutilation: A Guide to Worldwide Laws and Policies (2000).

## Publicaciones
- Women of the Arab World: The Coming Challenge (1988)
- Female Genital Mutilation: A Call for Global Action (1995)
- con Susan Izett, Learning About Social Change : A Research and Evaluation Guidebook Using Female Circumcision as a Case Study (1999)
- Caring for Women with Circumcision: A Technical Manual for Health Care Providers (1999)
- con Anika Rahman, Female Genital Mutilation: A Guide to Worldwide Laws and Policies (2000)